# Blandning
Se även blandning av vin: Cuvée.

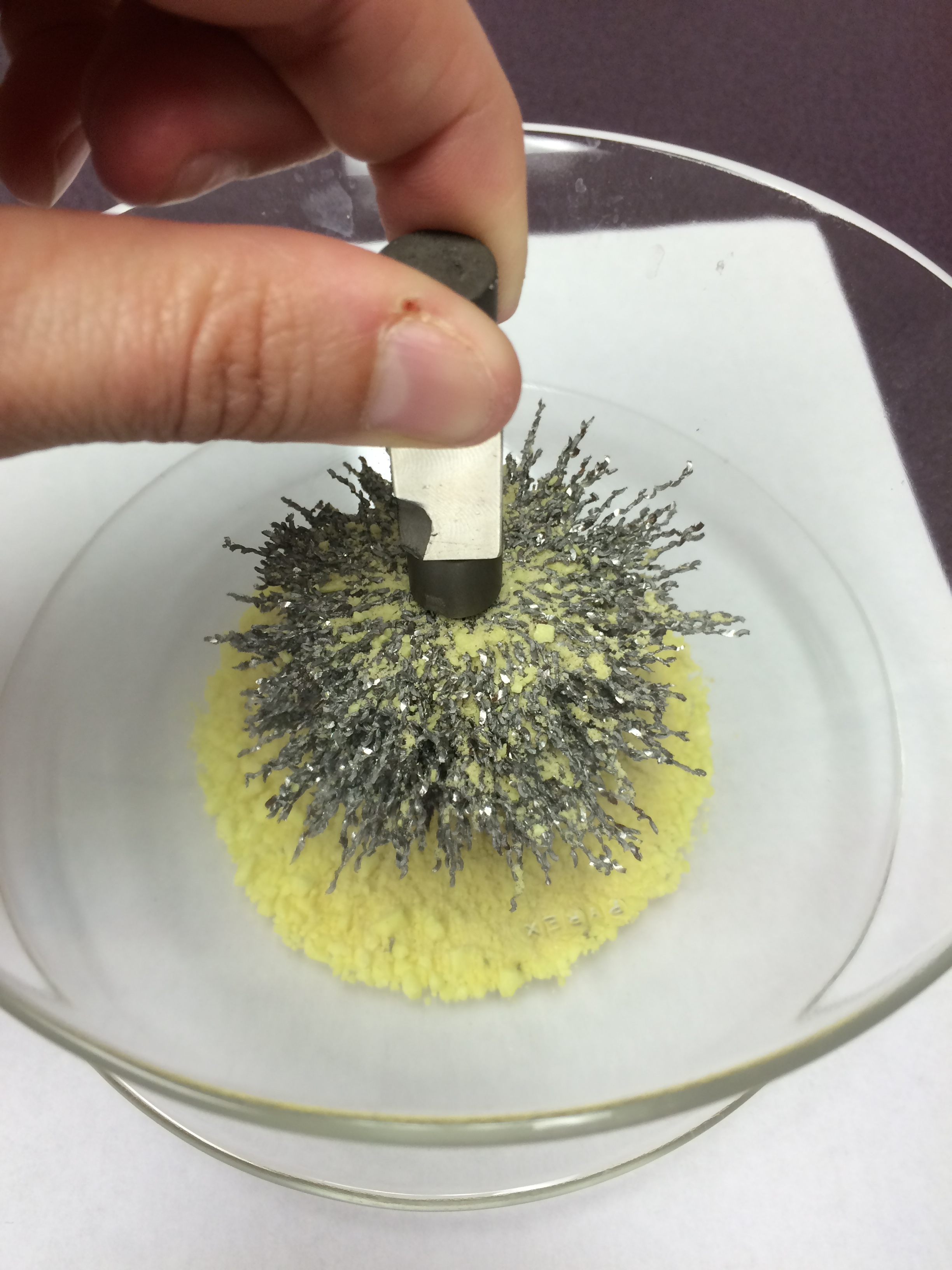
En blandning av svavel och järn som separeras med en magnet.

En blandning är inom kemin en sammansättning bestående av två eller flera substanser som inte är kemiskt bundna till varandra. Man skiljer på homogena blandningar, där de rena ämnena inte kan urskiljas med blotta ögat, och heterogena blandningar där de olika rena ämnena kan urskiljas. Exempel på en fast blandning är bergarten granit, som är en heterogen blandning, och består till största del av fältspat, kvarts och glimmer. Ett exempel på en homogen blandning är luft. 